# Синодик Успенского собора (Московский кремль)
Синодик Успенского собора — синодик (помянник) вечного поминовения “убиенных во брани”, из архива Успенского собора Московского кремля, древний памятник русской письменности.

## История
В 1788 году издан Николаем Ивановичем Новиковым.  Изучен, переработан и напечатан в монографии “Памятники истории русского служилого сословия” А.В. Антоновым под научной редакцией историков Ю.В. Анхимюка и Ю.М. Эскина.
В Успенском синодике указан перечень погибших в сражениях: 05 декабря 1437 года под Белёвым — 60 имён, примерно половина без фамильных прозвищ; 07 июля 1445 года под Суздалем — около 120 имён без фамильных прозвищ; в 1487 году под Казанью — 25 имён; в 1524 году под Казанью — 29 имён; в августе 1535 года Стародубе Северском — 30 имён; в Казанских походах Ивана IV Васильевича Грозного: второго, февраль 1550 года — 112 имён и третьего, август – октябрь 1552 года — 205 имён;
Очевидно, что столь массовое внесение в синодик имён погибших, было инициировано властью царя Ивана Грозного, бравшей на себя все необходимые расходы на поминальные услуги. Запись имён сложивших голову происходила постепенно. По видимому, до начала XVII века списки погибших поступали только в соборные церкви крупнейших городов, поэтому именно в их архивах наряду с обычными синодиками с поминальными записями семейно-родового характера находятся и синодики “убиенных во брани”. Вопрос об источнике этих записей до настоящего времени остаётся открытым.
Данные синодика о погибших на полях сражений уникален, и носит массовый характер, что в целом придаёт ему значение ценнейшего источника по истории русского служилого сословия и генеалогического справочника по изучению княжеских и дворянских родов. Содержит множество названий городов и рек московского государства, их написание. Приводит ряд фамилий польско-литовских и татаро-монгольских военных деятелей. Имеет ссылки на обстоятельства смерти: "погиб в бою, от пожара, в плену и принятие монашества".